# 伊萬基夫 (法斯蒂夫區)
50°17′11″N 30°18′4″E / 50.28639°N 30.30111°E
伊萬基夫（烏克蘭語：Іванків）是位於烏克蘭北部的村莊，由基辅州法斯蒂夫區的博亞爾卡市鎮負責管轄。該村始建於1926年，面積0.02平方公里，海拔高度168米，2001年人口320，人口密度每平方公里16,000人。